# Yaʽfūr
Yaʽfūr (anche variamente reso Ya'foor, ʽUfayr, ʽOfayr e così via, che significa "cervo" in arabo) era un asino usato dal profeta islamico Maometto, che si diceva lo cavalcasse spesso senza imbracatura. Ci sono molti racconti su questo asino, ma il più comune sarebbe che l'asino era un dono del governatore bizantino dell'Egitto tra il 628 e il 632 dC (8-11 AH). Secondo una tradizione islamica, aveva il potere di parlare e disse a Maometto che era l'ultimo di una linea di asini cavalcato dai profeti ed era un discendente dell'asino cavalcato da Gesù nel suo ingresso trionfale a Gerusalemme, che era anche chiamato Yaʽfūr. La tradizione sostiene che Yaʽfūr si suicidò disperato dopo la morte di Maometto gettandosi in un pozzo, sebbene questi resoconti siano ritenuti inaffidabili negli studi sugli hadith. Nei secoli successivi alla morte di Maometto, il nome e il simbolismo dell'asino furono ripetutamente adottati da figure e governanti religiosi islamici.

## Regalo di Yaʽfūr
Yaʽfūr era uno dei tanti animali cavalcati da Maometto; gli altri erano un cavallo roano chiamato Murtajaz ("Spontaneo"), un cavallo nero chiamato Sakb ("Rapido"), un mulo chiamato Duldul ("Vacillante") e un cammello chiamato Kaswa ("Orecchie divise"), che si uccise accidentalmente quando sbatté la testa contro il muro di pietra di una moschea qualche tempo dopo la morte del profeta.
Secondo il Libro dei doni e delle rarità (Kitab al-Hadaya wa'l-Tuhaf), un'opera anonima dell'XI secolo, Yaʽfūr fu regalato a Maometto da al-Muqawqis, il governatore bizantino dell'Egitto (forse Ciro d'Alessandria, all'epoca Patriarca di Alessandria).). Maometto aveva inviato a Muqawqis una lettera invitandolo a convertirsi all'Islam. In cambio, Muqawqis inviò l'asino, il mulo Duldul, quattro schiave, un eunuco, un cavallo, 1000 mithqal d'oro e quantità di merci e articoli egiziani. Una delle ragazze schiave, Maria al-Qibtiyya, una cristiana copta, fu tenuta per sé da Maometto e gli diede un figlio che visse molto poco, Ibrahim. Anche l'asino non era un regalo da poco, poiché gli asini egiziani erano noti per la loro bellezza e venivano usati dai ricchi mercanti come mezzo di trasporto.

## Yaʽfūr negli hadith

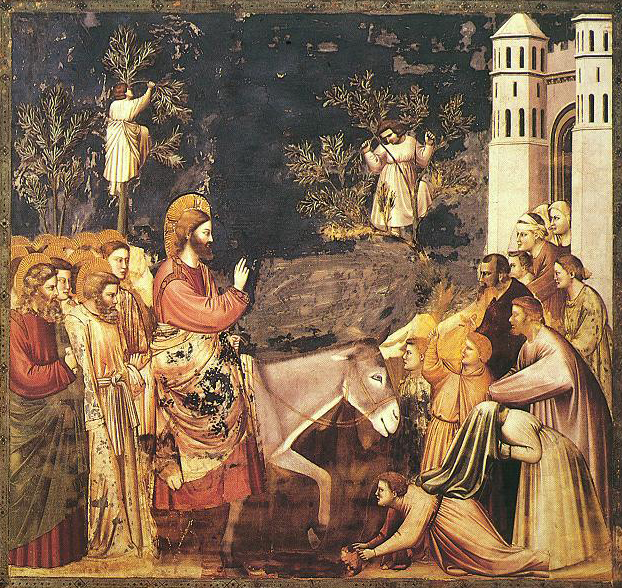
Secondo una tradizione islamica, l'asino di Gesù era un antenato dell'asino di Maometto ed entrambi erano chiamati Yaʽfūr

L'asino è oggetto di un hadith (un racconto dei detti e delle gesta di Maometto) che sostiene che aveva il potere della parola. Secondo una versione, Maometto chiese all'asino quale fosse il suo nome, e lui rispose "Yazīd bin Shihāb". Egli si rifiutò di chiamarlo così, e gli diede invece il nome di Yaʽfūr (un nome che, secondo un'altra tradizione islamica, era condiviso dall'asino cavalcato da Gesù durante il suo ingresso trionfale a Gerusalemme). Si dice che l'asino avesse rifiutato il dono di una compagna.
Un altro racconto sostiene che fu l'asino che parlò per primo a Maometto, dicendogli che in precedenza era stato di proprietà di un ebreo. Non aveva collaborato con il suo precedente proprietario, inciampando deliberatamente in modo da farlo cadere, ed era spesso punito essendo lasciato senza cibo e picchiato. Secondo il racconto dell'asino, era l'ultima di sessanta generazioni di asini che erano stati usati dai profeti (inclusi Gesù, Esdra e Balaam) come animali da equitazione. Si diceva che l'asino avesse detto a Maometto che era "l'ultimo della sua stirpe, perché Maometto era l'ultimo dei profeti, e che lo stava aspettando e non aveva permesso a nessun altro di montarlo".
Si diceva anche che Maometto avesse usato Yaʽfūr come messaggero, inviandolo a prendere provviste dai mercanti alle cui porte bussava usando la testa. L'asino avrebbe dato al mercante un segno dicendogli di amare o di rispondere al Profeta di Dio. Alla morte di Maometto, si diceva che l'asino addolorato si fosse suicidato gettandosi nel pozzo di Abū 'l-Haytham bin at-Tayyihān.
Un altro hadith trasmesso in Siria sostiene che Yaʽfūr era nero piuttosto che color sabbia, che il suo nome precedente era 'Amr piuttosto che Yazīd o Ziyād, e che era l'ultimo di sette fratelli cavalcati dai profeti, piuttosto che essere l'ultimo di una linea di sessanta asini.
Questi resoconti, tuttavia, sono considerati, negli studi sugli hadith, come falsi e la loro catena di attribuzione o isnād è vista come dubbia. Si dice che lo storico del XII secolo Abu'l-Faraj ibn al-Jawzi avesse detto: "Possa Dio maledire il creatore di questa tradizione!" Ibn Hibban lo considerava debole in quanto la fonte, Muhammad bin Mazyad, era inaffidabile.

## Eredità politica e religiosa di Yaʽfūr
I seguaci dell'Islam sciita credevano che il Mahdi, il profetizzato redentore dell'Islam, avrebbe fatto la sua comparsa in compagnia di Yaʽfūr l'asino e Duldul il mulo. Durante una rivolta, un mulo grigio che rappresentava Duldul è stato fatto sfilare con una sedia per il Mahdi sulla schiena. Nelle terre in cui si praticava l'Islam sunnita Yaʽfūr fu ripetutamente invocato in eventi politici e religiosi per secoli dopo la morte di Maometto. Un "falso profeta" attivo nello Yemen, nel VII secolo, usurpò uno degli epiteti di Maometto, definendosi (o essendo chiamato) il Sahib al-Himar, il "Maestro dell'asino". Allo stesso modo il califfo omayyade dell'VIII secolo, Marwan II, fu soprannominato al-Himar, "l'Asino". Il primo califfato fatimide fu quasi rovesciato nel X secolo dal ribelle Abu Yazid, noto come "l'uomo sull'asino", mentre in Marocco il fondatore del movimento almohade del XII secolo,, Ibn Tumart, insisteva per cavalcare un asino.
In un contesto più ampio, la storia dell'asino di Maometto può essere vista alla luce di tali animali considerati religiosamente significativi nel Vicino e Medio Oriente per migliaia di anni. Gli antichi israeliti tenevano degli asini per avere un legame speciale con il mondo degli spiriti. Questo è illustrato nella storia di Balaam e l'angelo nel Libro dei Numeri, in cui l'asino del profeta vede un angelo altrimenti invisibile e guadagna miracolosamente il potere della parola. Anche Sansone attinge al potere mistico dell'asino usando la mascella di un asino, simbolo del potere della voce dell'asino, per uccidere mille filistei, mentre gli asini erano parte integrante delle storie di Gesù e Davide.
Una connessione tradizionale tra profeti e asini esisteva anche nell'Arabia preislamica, dove i veggenti (noti come kahin) erano spesso associati agli asini. Si diceva che l'arrivo di Maometto fosse stato profetizzato da un ebreo che parlò di "un uomo né basso né alto, avvolto in un mantello e che cavalcava un asino". Anche il malvagio anti-Messiah al-Dajjal sarebbe dovuto apparire su un gigantesco asino bianco, mentre si dice che lo stesso Maometto fosse stato avvertito della natura infernale dalla voce di un asino: "Quando senti il raglio di un asino, cerca rifugio dal diavolo in Dio".